# Pauline Ferrand-Prévot
Pauline Ferrand-Prévot (Reims, 10 februari 1992) is een Frans mountainbikester, wielrenster, veldrijdster en gravelrijdster. Zij is de eerste die in alle drie eerstgenoemde disciplines tegelijk wereldkampioene was. 

## Biografie

### Jeugd
Ferrand-Prévot domineerde bij de jeugd het wielrennen. Ze behaalde nationale titels zowel op de weg als het mountainbiken. Vooral in het tijdrijden was ze een specialiste, zo werd ze in 2009 met 1 seconde Europees kampioene voor Hanna Solovej. In de wegwedstrijd werd ze derde. Op de wereldkampioenschappen werd ze zowel in de tijdrit als de wegrit tweede achter respectievelijk Solovej en Rossella Callovi. Een seizoen later werd ze op het WK tijdrijden wederom tweede achter Hanna Solovey, in de wegrit klopte ze in de spurt van een uitgedund peloton de Italiaanse Rossella Ratto en werd zo wereldkampioene.
Ook in het mountainbiken werd haar met zowel Franse, Europese als wereldtitels een grote toekomst voorspeld.

### Wegwielrennen

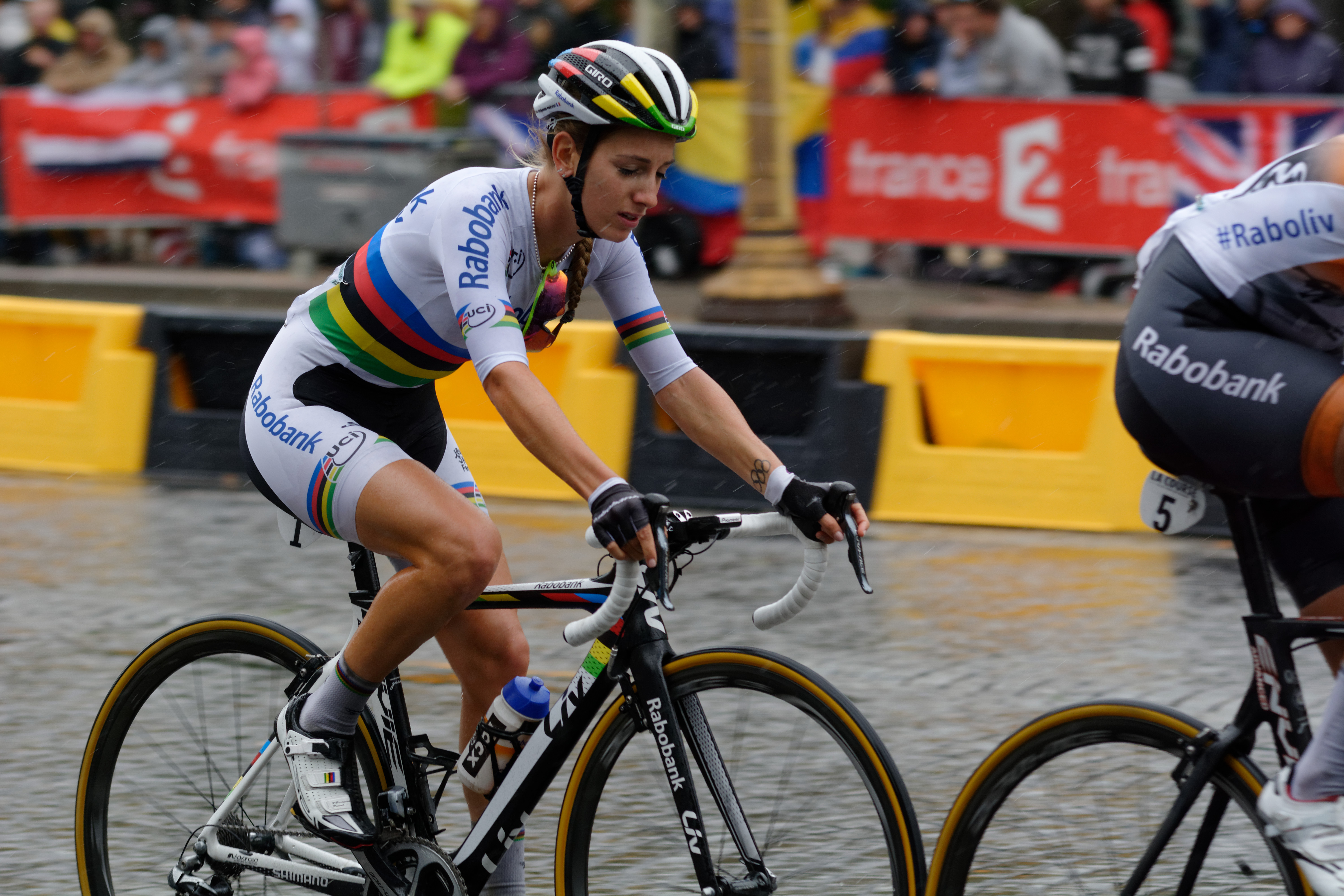
Ferrand-Prévot op de weg

In 2012 werd ze bij het Nederlandse Rabobank ploegmate van onder anderen Liesbet De Vocht, Annemiek van Vleuten en Marianne Vos. Ze werd dat jaar reeds Frans kampioene tijdrijden. In de olympische wegwedstrijd finishte ze als achtste. Ook in 2013 reed ze voor Rabobank. Ze kroonde zich opnieuw tot Frans kampioene tegen de klok en presteerde regelmatig tijdens La Route de France, waar ze het jongerenklassement op haar naam schreef.
2014 werd voor Ferrand-Prévot het jaar van de doorbraak. Tijdens de Waalse Pijl was ze goed; met de steun van wereldkampioene Marianne Vos reed ze de hele dag attent voorin. Evelyn Stevens trok op de laatste klim van de Muur van Hoei het pak uiteen, maar Ferrand-Prévot remonteerde en won haar eerste wereldbekerwedstrijd, voor Elizabeth Armitstead. Als voorbereiding op de nationale kampioenschappen reed ze de Emakumeen Bira en domineerde deze. Tijdens de Franse kampioenschappen won ze zowel de weg- als tijdrit. In de Giro Rosa behaalde ze drie podiumplekken, waardoor ze in het eindklassement op 15 seconden tweede werd achter Marianne Vos. Ze won het jongerenklassement en werd tevens tweede in het puntenklassement. Haar volgende doel was het wereldkampioenschap in het Spaanse Ponferrada. Nadat vlak voor de finish de kopgroep met Emma Johansson, Elisa Longo Borghini, Marianne Vos en Elizabeth Armistead werd gegrepen, spurtte ze naar de wereldtitel. Ze werd de eerste Française sinds Jeannie Longo in 1995 die daarin slaagde.
Ze begon haar jaar als wereldkampioene op de weg met een tweede plek in de Trofeo Alfredo Binda. In juni won ze het Frans kampioenschap op de weg en werd ze derde in de tijdrit. Een paar dagen later won ze in Aprica de eerste bergrit in de Giro Rosa. Op het WK in Richmond zat ze in de beslissende kopgroep, maar werd zesde in de sprint, die gewonnen werd door Elizabeth Armitstead.
In 2025 won ze Parijs-Roubaix

### Mountainbiken

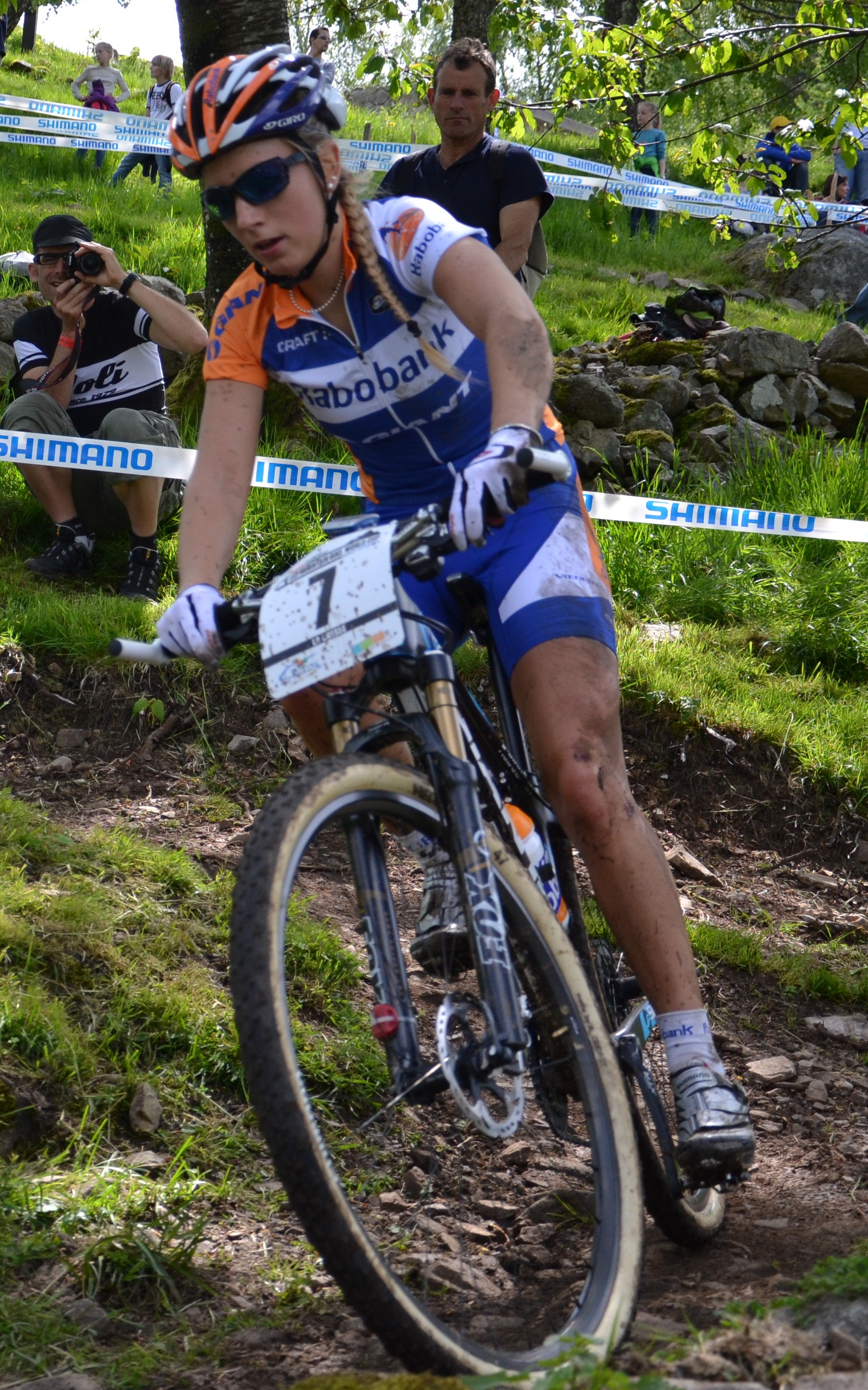
Ferrand-Prévot op de mountainbike

Als jonge prof won Ferrand-Prévot al verschillende manches in de Coupe de France. In 2012 reed ze in de wereldbeker te Houffalize naar een vierde plek, waardoor ze zich kwalificeerde voor de Olympische Spelen. Daarin werd ze slechts 26e, op meer dan 11 minuten van winnares Julie Bresset. Het was diezelfde Bresset die een jaar later haar van een eerste Franse titel hield.
Ook in het mountainbiken was 2014 haar jaar van de doorbraak. In de wereldbeker won ze overtuigend twee manches, en daarnaast werd ze Frans kampioene. In 2015 werd ze wereldkampioene crosscountry. Met deze wereldtitel werd ze regerend wereldkampioene in drie disciplines tegelijk: de wegwedstrijd, het veldrijden en crosscountry-mountainbike. Nog nooit had iemand haar dat voorgedaan.

### Veldrijden

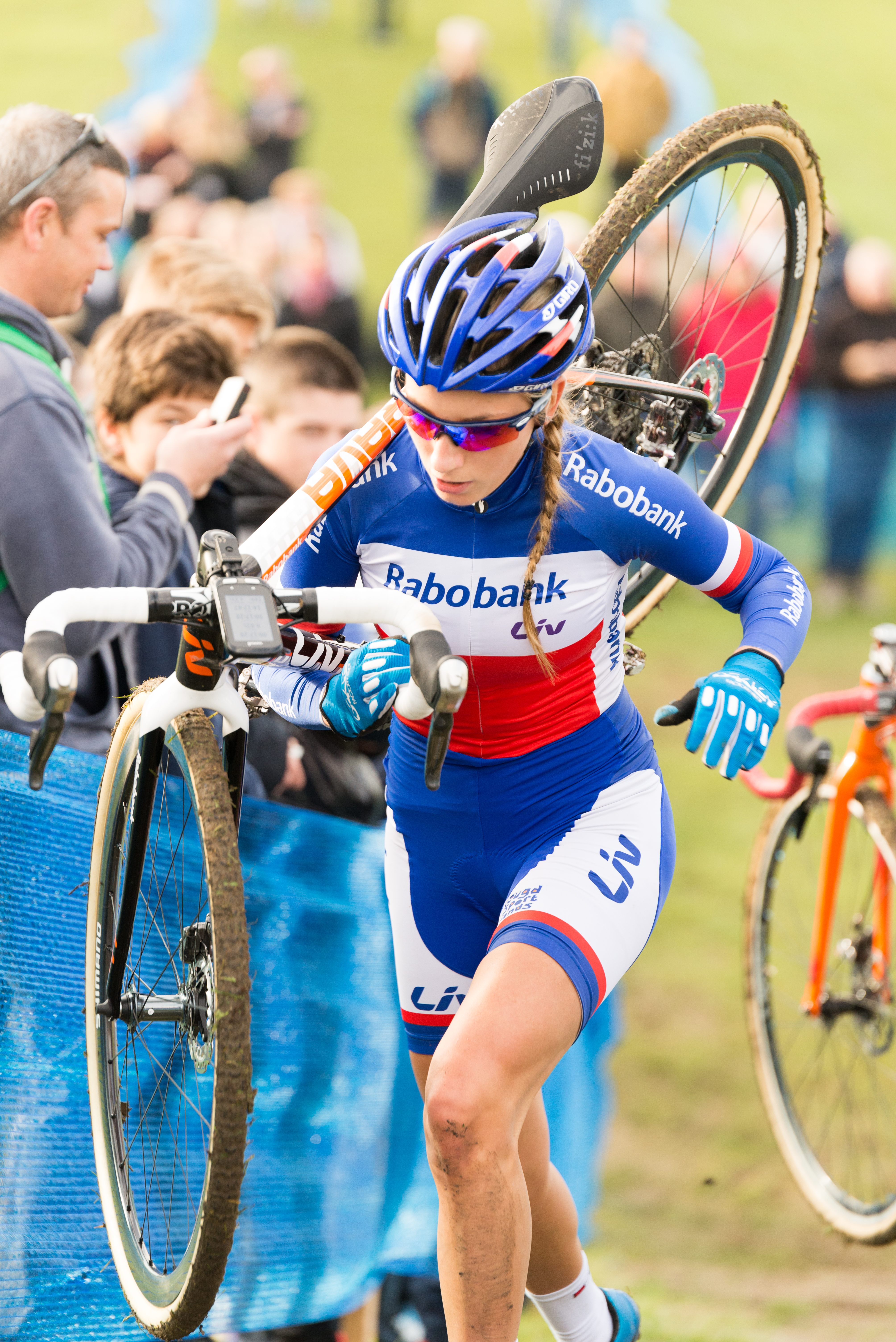
Ferrand-Prévot in het veld

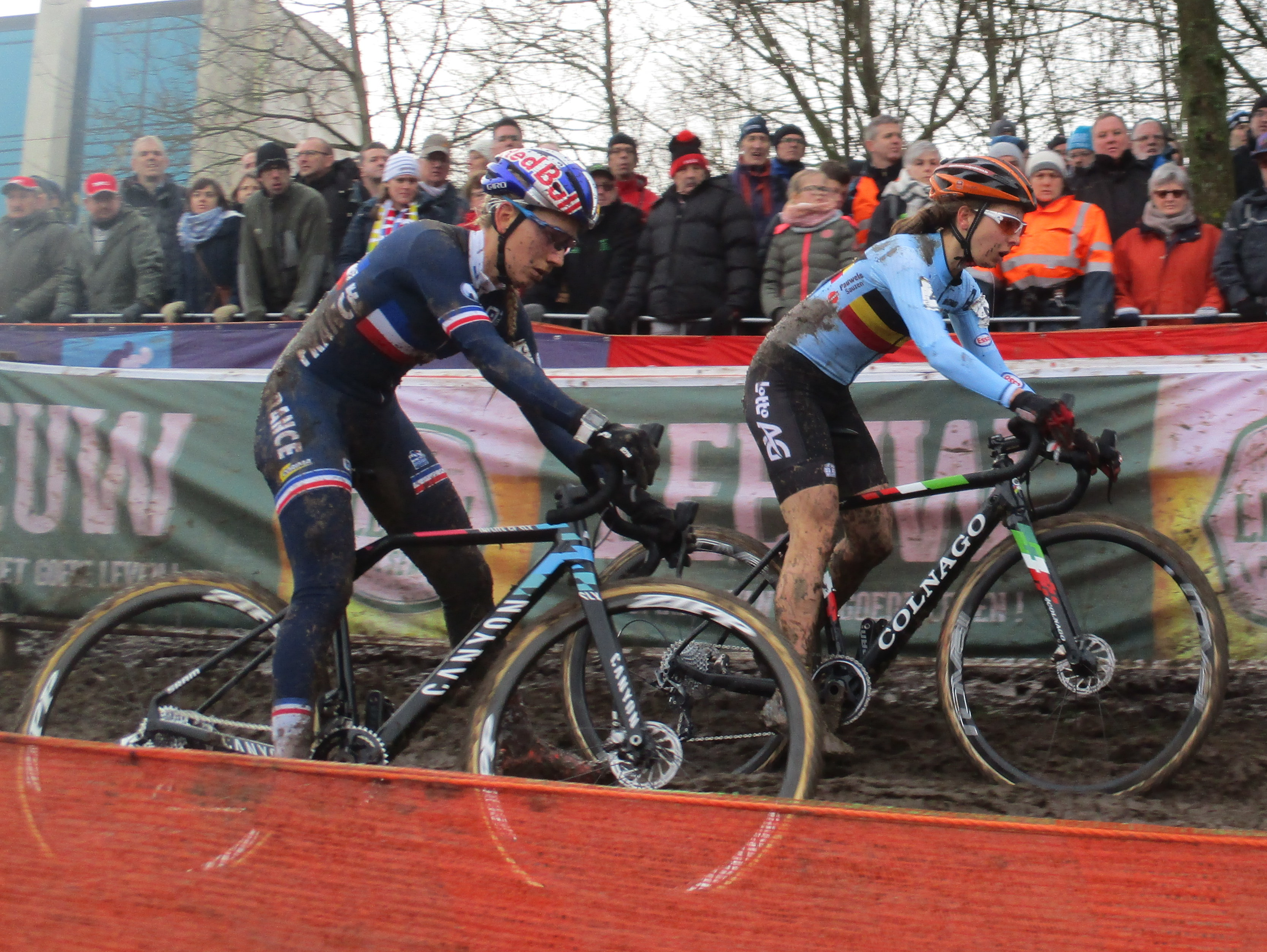
Ferrand-Prévot tijdens het WK veldrijden in 2018

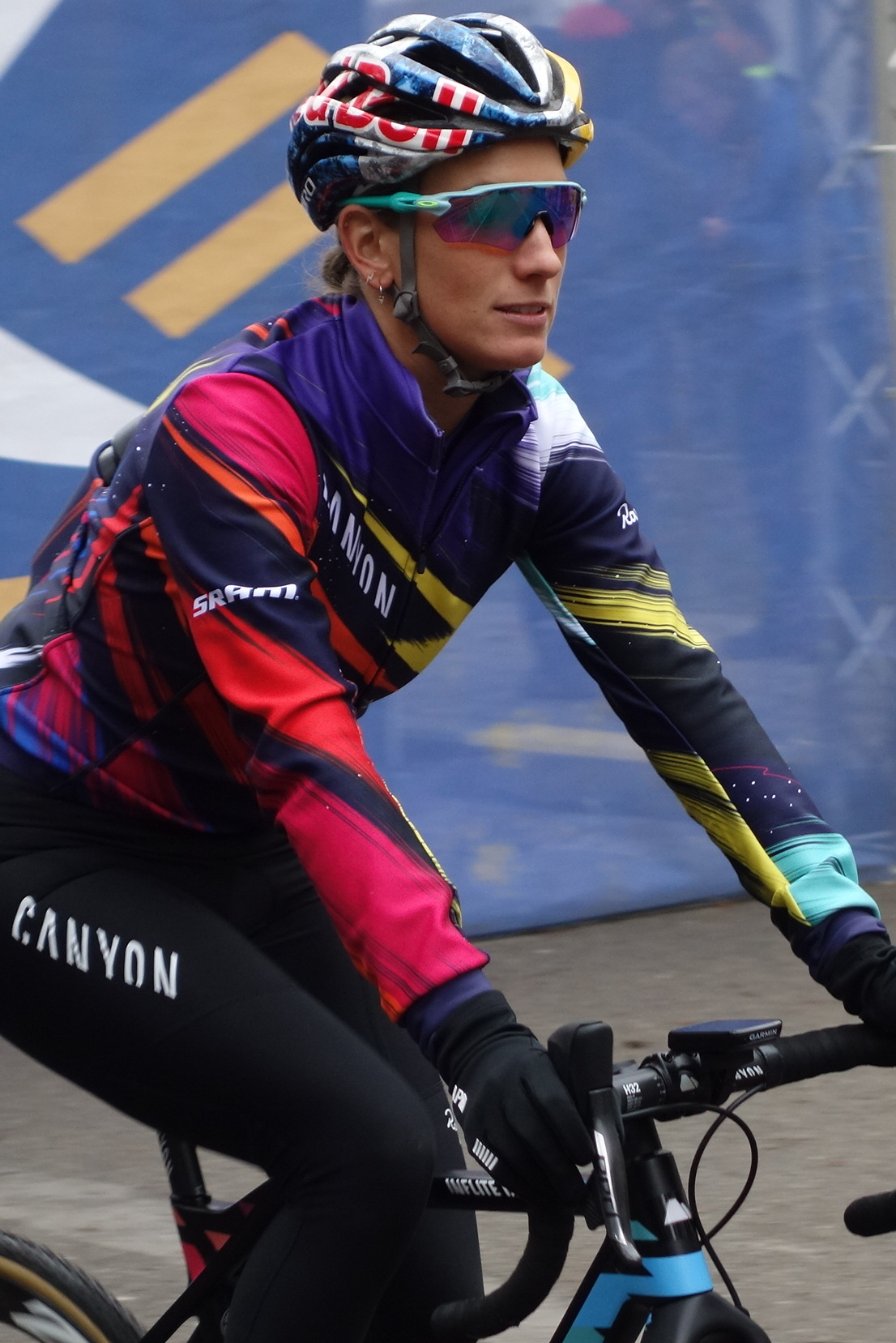
Ferrand-Prévot in 2020

Ferrand-Prévot doet ook aan veldrijden. Ze liet voor het eerst van zich spreken tijdens de Europese kampioenschappen veldrijden 2011. Tijdens de vrouwenwedstrijd werd ze derde, achter Lucie Chainel-Lefèvre en Daphny van den Brand. Het duurde echter tot begin 2014 voor ze haar eerste nationale titel kon binnenrijven. Een seizoen later brak ze ook door aan de absolute top, met als orgelpunt haar wereldtitel. Ze klopte in Tsjechië Sanne Cant in een sprint. Haar wereld- en nationale titel kon ze in 2016 niet verdedigen; vanwege een scheenbeenbreuk miste ze het hele veldritseizoen 2015-2016. Ook in het seizoen 2016-2017 kwam ze niet in actie in het veld. In het seizoen 2017-2018 won ze het Frans kampioenschap en de Druivencross in Overijse. In het seizoen 2018-2019 kwam ze opnieuw niet in actie, vanwege een beknelde liesslagader.

### Olympische Spelen 2016

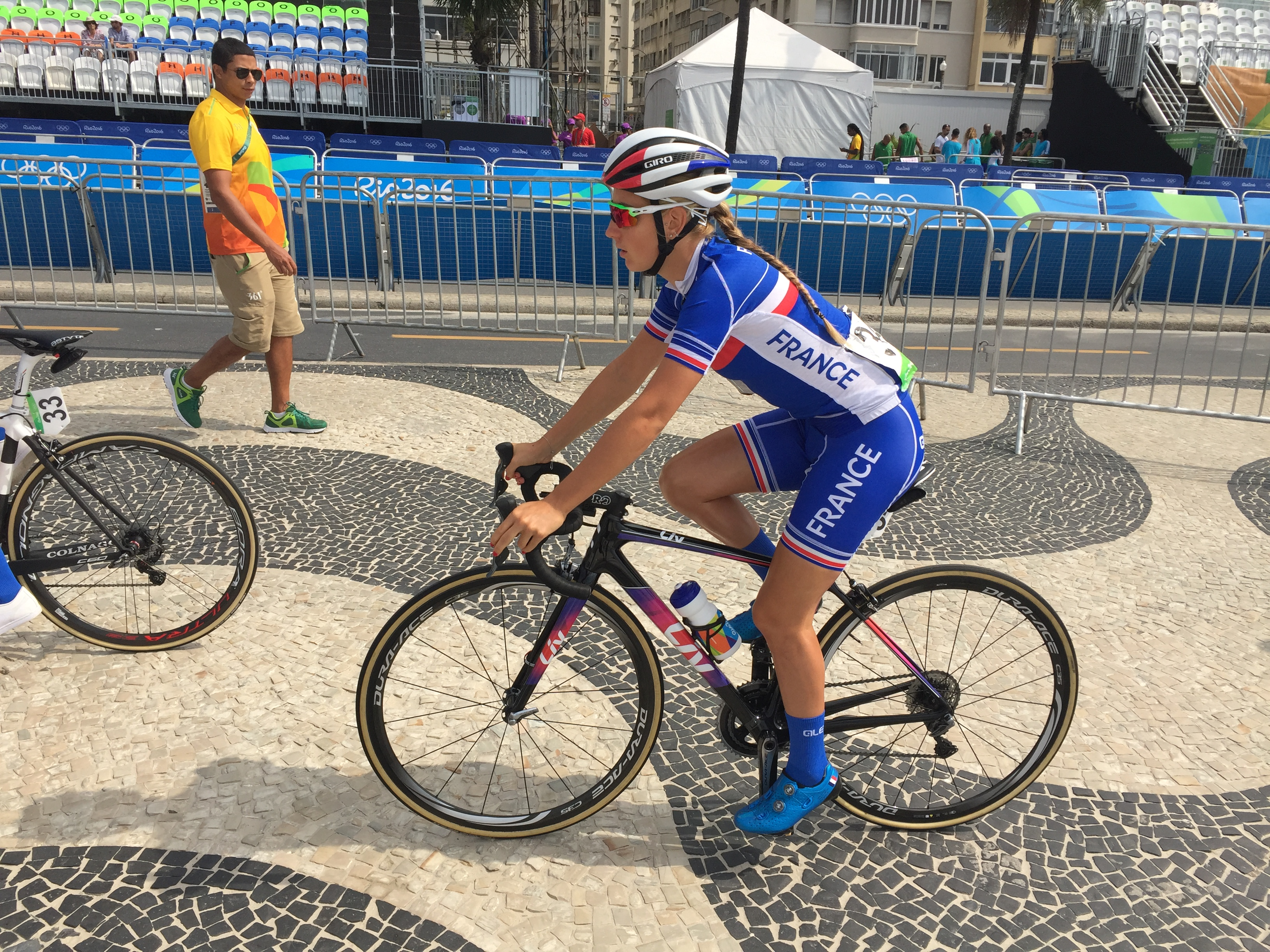
Ferrand-Prévot tijdens de Olympische Spelen in Rio

Ferrand-Prévot ging namens Frankrijk naar de Olympische Zomerspelen 2016 in Rio de Janeiro. In de wegwedstrijd in het openingsweekend werd ze 26e. Twee weken later kwam ze in actie op de mountainbike, maar daarin moest ze opgeven. Hierna maakte ze bekend dat ze erg teleurgesteld was, niet alleen over haar olympische wedstrijden, maar ook over haar volledige jaar als drievoudig wereldkampioene. Ze noemde dit het slechtste wat haar kon overkomen en zei: "Het liefste wat ik deed was fietsen, maar het is mijn grootste nachtmerrie geworden." Ze twijfelde of en wanneer ze terug op de fiets zou stappen. Later dat jaar maakte ze bekend in 2017 voor het team Canyon-SRAM te gaan rijden.

### Olympische Spelen 2024
Op 28 juli 2024 werd Ferrand-Prévot olympisch kampioen bij de Olympische Spelen in het mountainbiken.

## Palmares

### Veldrijden
Overwinningen
| Seizoen                                  | Wereldbeker | Coupe de France      | WK  | EK  | FK     | Overige  | Totaal aantal zeges |  |
| ---------------------------------------- | ----------- | -------------------- | --- | --- | ------ | -------- | ------------------- |  |
| 2008-2009                                |             |                      | 20e | 12e | 5e     |          | 0                   |  |
| 2009-2010                                |             |                      | 8e  | 19e | Brons  |          | 0                   |  |
| 2010-2011                                |             |                      | 8e  | 10e | Zilver |          | 0                   |  |
| 2011-2012                                |             | Rodez eindklassement | DNS | ↑   | Zilver |          | 1                   |  |
| 2012-2013                                |             | Pontchâteau          | DNS | DNS | Zilver |          | 1                   |  |
| 2013-2014                                |             | Flamanville          | 17e | DNS | Goud   |          | 2                   |  |
| 2014-2015                                |             | Lanarvily            | ↑   | DNS | Goud   |          | 3                   |  |
| geen deelnames in 2015-2016 en 2016-2017 |             |                      |     |     |        |          |                     |  |
| 2017-2018                                |             |                      | 24e | DNS | Goud   | Overijse | 2                   |  |
| geen deelnames in 2018-2019              |             |                      |     |     |        |          |                     |  |
| 2019-2020                                |             |                      | DNS | DNS | DNS    |          | 0                   |  |
| geen deelnames in 2020-2021 & 2021-2022  |             |                      |     |     |        |          |                     |  |
|                                          |             |                      |     |     |        |          |                     |  |
| 2022-2023                                |             |                      | DNS | 7e  | DNS    |          | 0                   |  |
| Totaal                                   | 0           | 4                    | 1   | 0   | 3      | 1        | 9                   |  |

Resultatentabel
| Seizoen   | Aantal zeges      | ↑   | ↑   | ↑      | WB  | CdF   | UCI  |
| --------- | ----------------- | --- | --- | ------ | --- | ----- | ---- |
| 2008–2009 | 0 overwinning(en) | 20e | 12e | 5e     | 53e |       | 49e  |
| 2009–2010 | 0 overwinning(en) | 8e  | 19e | Brons  | 28e | Brons | 24e  |
| 2010–2011 | 0 overwinning(en) | 8e  | 10e | Zilver | 13e | Brons | 13e  |
| 2011–2012 | 1 overwinning(en) | DNS | ↑   | Zilver | 23e | Goud  | 20e  |
| 2012–2013 | 1 overwinning(en) | DNS | DNS | Zilver | 25e |       | 30e  |
| 2013–2014 | 3 overwinning(en) | 17e | DNS | Goud   | 20e | 19e   | 19e  |
| 2014–2015 | 3 overwinning(en) | ↑   | DNS | Goud   | 11e | DNS   | 21e  |
| 2017–2018 | 1 overwinning(en) | 24e | DNS | Goud   | 23e | DNS   | 23e  |
| 2019–2020 | 0 overwinning(en) | DNS | DNS | DNS    | DNS | DNS   | 307e |
| 2022–2023 | 0 overwinning(en) | DNS | 7e  | DNS    | 43e | DNS   | 102e |
| Totaal    | 9 overwinning(en) | 1   | 0   | 3      | 0   | 1     | 0    |

### Gravel
2022 - 1 zege
 Wereldkampioenschap gravelrace

### Mountainbiken

#### Marathon
2019 - 1 zege
 Wereldkampioenschappen Marathon
2022 - 4 zeges
proloog, 2e, en 4e etappe Cape Epic
 Wereldkampioenschappen Marathon

#### Crosscountry
Overwinningen
| Seizoen | Wereldbeker crosscountry | Wereldbeker shorttrack  | OS  | WK  | EK  | FK     | Overige                                                             | Totaal aantal zeges |
| ------- | ------------------------ | ----------------------- | --- | --- | --- | ------ | ------------------------------------------------------------------- | ------------------- |
| 2011    |                          |                         | NVT | NVT | NVT | NVT    | Stoumont                                                            | 1                   |
| 2012    |                          |                         | 26e | NVT | NVT | 4e     |                                                                     | 0                   |
| 2013    |                          |                         | NVT | NVT | NVT | Zilver | Saint-Pompon                                                        | 1                   |
| 2014    | Nové Město, Albstadt     |                         | NVT | NVT | NVT | Goud   | Lons-le-Saunier, Oz-en-Oisans                                       | 5                   |
| 2015    | Windham                  |                         | NVT | ↑   | DNS | Goud   | St-Pompon, Ploeuc-sur-Lié                                           | 5                   |
| 2016    |                          |                         | DNF | 16e | DNF | Goud   | Marseille                                                           | 2                   |
| 2017    |                          |                         | NVT | ↑   | 12e | Goud   | Banyoles, Lostorf, Montgenèvre                                      | 4                   |
| 2018    |                          |                         | NVT | DNF | ↑   | Goud   | Girona                                                              | 2                   |
| 2019    | Val di Sole, Snowshoe    | Lenzerheide             | NVT | ↑   | DNS | Goud   |                                                                     | 5                   |
| 2020    | Nové Město II            |                         | NVT | ↑   | ↑   | Brons  | Beringen                                                            | 4                   |
| 2021    |                          | Albstadt, Les Gets      | 10e | 6e  | ↑   | Zilver |                                                                     | 3                   |
| 2022    | Val di Sole              | Petropolis, Val di Sole | NVT | ↑   | ↑   | Zilver | Huttwil                                                             | 5                   |
| 2023    |                          | Leogang                 | NVT | ↑   | 19e | DNS    | Guéret                                                              | 3                   |
| 2024    | Nové Město, Val di Sole  |                         | ↑   | 14e | DNF | DNS    | La Nucía, Banyoles, Luminy, Rivera, Nalles, Nalles shorttrack, Chur | 10                  |
|         |                          |                         |     |     |     |        |                                                                     |                     |
| Totaal  | 9                        | 6                       | 1   | 5   | 2   | 6      | 21                                                                  | 50                  |

Resultatentabel
| Seizoen | Aantal zeges       | ↑   | ↑   | ↑   | ↑      | WB XCO | WB XCC | UCI  |
| ------- | ------------------ | --- | --- | --- | ------ | ------ | ------ | ---- |
| 2016    | 2 overwinning(en)  | DNF | 16e | DNF | Goud   | 70e    |        | 86e  |
| 2017    | 4 overwinning(en)  | NVT | ↑   | 12e | Goud   | 17e    |        | 10e  |
| 2018    | 2 overwinning(en)  | NVT | DNF | ↑   | Goud   | 7e     | NVT    | 13e  |
| 2019    | 5 overwinning(en)  | NVT | ↑   | DNS | Goud   | ↑      | NVT    | 5e   |
| 2020    | 4 overwinning(en)  | NVT | ↑   | ↑   | Brons  | NVT    | NVT    | Goud |
| 2021    | 5 overwinning(en)  | 10e | 6e  | ↑   | Zilver | 7e     | NVT    | 5e   |
| 2022    | 5 overwinning(en)  | NVT | ↑   | ↑   | Zilver | 11e    | 7e     | 7e   |
| 2023    | 3 overwinning(en)  | NVT | ↑   | 19e | DNS    | 8e     | 7e     | 6e   |
| 2024    | 10 overwinning(en) | ↑   | 14e | DNF | DNS    | 25e    | 28e    | 4e   |
|         |                    |     |     |     |        |        |        |      |
| Totaal  | 50                 | 1   | 5   | 2   | 6      | 0      | 0      | 1    |

### Wegwielrennen

#### Overwinningen
2012
 Frans kampioene tijdrijden, Elite
2013
 Frans kampioene tijdrijden, Elite
2014
Waalse Pijl
1e en 3e etappe Emakumeen Bira
 Eindklassement Emakumeen Bira
 Frans kampioene tijdrijden, Elite
 Frans kampioene wegrit, Elite
 Wereldkampioene wegrit, Elite
2015
 Frans kampioene wegrit, Elite
5e etappe Giro Donne
2025
Parijs-Roubaix
8e en 9e etappe Ronde van Frankrijk
 Eindklassememnt Ronde van Frankrijk

#### Resultaten in voornaamste wedstrijden
| Jaar | Ronde van Italië | Ronde van Frankrijk | Ronde van Spanje |
| ---- | ---------------- | ------------------- | ---------------- |
| 2011 |                  |                     |                  |
| 2012 |                  |                     |                  |
| 2013 | 28e              |                     |                  |
| 2014 | ↑                |                     |                  |
| 2015 | 6e (1)           |                     |                  |
| 2016 |                  |                     |                  |
| 2017 |                  |                     |                  |
| 2018 |                  |                     |                  |
| 2019 |                  |                     |                  |
| 2020 |                  |                     |                  |
| 2021 |                  |                     |                  |
| 2022 |                  |                     |                  |
| 2023 |                  |                     |                  |
| 2024 |                  |                     |                  |
| 2025 |                  | ↑ (2)               | opgave           |

| Jaar | Milaan-San Remo | Ronde van Vlaanderen | Parijs-Roubaix | Amstel Gold Race | Luik-Bast.‑Luik | Waalse Pijl | Classic Lorient Agglomération | Trofeo Alfredo Binda |  | WK op de weg |
| ---- | --------------- | -------------------- | -------------- | ---------------- | --------------- | ----------- | ----------------------------- | -------------------- |  | ------------ |
| 2011 |                 |                      |                |                  |                 | 7e          |                               | 9e                   |  |              |
| 2012 |                 | 11e                  |                |                  |                 | 11e         | 17e                           | 7e                   |  | 47e          |
| 2013 |                 | opgave               |                |                  |                 | 13e         |                               | 37e                  |  | 13e          |
| 2014 |                 | 11e                  |                |                  |                 | ↑           | Brons                         | 5e                   |  | ↑            |
| 2015 |                 | 7e                   |                |                  |                 | 8e          | Brons                         | ↑                    |  | 6e           |
| 2016 |                 | 8e                   |                |                  |                 | 30e         |                               |                      |  |              |
| 2017 |                 | 13e                  |                | 8e               | opgave          | 28e         | ↑                             | 34e                  |  | 11e          |
| 2018 |                 | 31e                  |                | 35e              | 7e              | 24e         |                               | 6e                   |  |              |
| 2019 |                 |                      |                |                  |                 |             |                               |                      |  |              |
| 2020 |                 |                      |                |                  |                 |             |                               |                      |  |              |
| 2021 |                 |                      |                |                  |                 |             |                               |                      |  |              |
| 2022 |                 |                      |                |                  |                 |             |                               |                      |  |              |
| 2023 |                 |                      |                |                  |                 |             |                               |                      |  |              |
| 2024 |                 |                      |                |                  |                 |             |                               |                      |  | opgave       |
| 2025 | 12e             | ↑                    | ↑              | 36e              | 12e             |             |                               | 18e                  |  |              |

### Jeugd
Wegwielrennen
- WK, wegrit: junioren (2010)
- EK, tijdrit: junioren (2009)
- FK, wegrit: nieuwelingen
- FK, tijdrit: junioren (2009, 2010), beloften (2012)

Mountainbiken
- WK: junioren (2009, 2010)
- EK: junioren (2009), beloften (2014)
- FK: kadetten (2007, 2008), beloften (2012, 2013 en 2014)

## Privéleven
In april 2016 werd bekend dat Ferrand-Prévot een relatie heeft met mountainbiker Julien Absalon. De relatie werd in 2021 beëindigd . Voor haar relatie met Absalon had ze enkele jaren een relatie met triatleet Vincent Luis. Later kreeg ze een relatie met haar huidige partner, de Nederlandse wielrenner Dylan van Baarle.

## Ploegen
- 2009 –  Team Scott Valloire Galibier
- 2011 –  LaPierre International
- 2012 –  Rabobank
- 2013 –  Rabobank-Liv Giant
- 2014 –  Rabobank-Liv
- 2015 –  Rabobank-Liv
- 2016 –  Rabobank-Liv
- 2017 –  Canyon-SRAM
- 2018 –  Canyon-SRAM
- 2019 –  Canyon-SRAM
- 2020 –  Canyon-SRAM
- 2021 –  Absolute Absalon - BMC
- 2022 –  BMC MTB Racing
- 2023 –  INEOS Grenadiers
- 2024 –  INEOS Grenadiers
- 2025 –  Team Visma-Lease a Bike

1996: Paola Pezzo ·
2000: Paola Pezzo ·
2004: Gunn-Rita Dahle ·
2008: Sabine Spitz ·
2012: Julie Bresset ·
2016: Jenny Rissveds ·
2020: Jolanda Neff ·
2024: Pauline Ferrand-Prévot
Antoshina · De Jong · De Vocht · Düster · Ferrand-Prévot · Kitchen · Knetemann · Slappendel · Stultiens · Talen · Van Paassen · Van Vleuten · Vos
Brand · De Jong · De Vocht · Ferrand-Prévot · Guarnier · Knetemann · Neff · Niewiadoma · Slappendel · Stultiens · Talen · Van Paassen · Van Vleuten · Vos
Brand · De Jong · Ferrand-Prévot · Knauer · Knetemann · Niewiadoma · Slappendel · Stultiens · Tenniglo · Van der Breggen · Van Paassen · Van Vleuten · Vos
Brand · De Jong · Ferrand-Prévot · Gillow · Knauer · Knetemann · Korevaar · Koster · Niewiadoma · Stultiens · Tenniglo · Van der Breggen · Vos
Brand · De Jong · Ferrand-Prévot · Gillow · Kastelijn · Knetemann · Korevaar · Koster · Niewiadoma · Tenniglo · Van der Breggen · Vos
Amialiusik · Barnes · Brennauer · Cecchini · Cromwell · Ferrand-Prévot · Guarischi · Kröger · Ryan · Thorvilson · Worrack
Amialiusik · A. Barnes · H. Barnes · Cecchini · Cromwell · Erath · Ferrand-Prévot · Klein · Niewiadoma · Riffel · Ryan · Thorvilson · Worrack
Amialiusik · A. Barnes · H. Barnes · Cecchini · Cromwell · Erath · Ferrand-Prévot · Gafinovitz · Harris · Klein · Ludwig · Niewiadoma · Riffel · Ryan · Shapira · Thorvilson
Amialiusik · A. Barnes · H. Barnes · Cecchini · Cromwell · Erath · Ferrand-Prévot · Gafinovitz · Harris · Klein · Ludwig · Niewiadoma · Pratt · Riffel · Ryan · Shapira · Thorvilson
Achtereekte · van Agt · von Berswordt · Bunel · Chladoňová · van Empel · Ferrand-Prévot · Fidanza · Geurts · Nooijen · Oudeman · Reijnhout · Riedmann · Veenhoven · Vigié · Vos · de Vries · Wolff